# Yo soy huancaíno
«Yo soy huancaíno» es una pieza musical del género huayno creada por el músico peruano Zenobio Dagha Sapaico e interpretada por Víctor Alberto Gil Mallma, el Picaflor de los Andes. Esta canción es un símbolo de identidad entre los huancaínos. Su melodía y letras son asociadas con la personalidad de un varón que muestra orgullo por el lugar de donde procede.

## Historia
La canción nació en Jauja, en el rincón "Entra y sal si puedes" de la Plaza de Jauja. Zenobio Dagha ingresó al local en busca de músicos jaujinos para contrato; sin embargo, se quedó a beber licor a pedido de uno de los músicos.
– Wanka Zenobio, acompáñenos y siéntate, vamos a brindar.
Tres jaujinos de pura cepa, tomaban cañazo (aguardiente) traído de Monobamba. Entre chascarros, puyazos y hasta ofensas, Zenobio se había mareado y olía a cañazo. Quería corresponder la amistad con un vaso de cerveza y demostrar su coraje y orgullo wanka. Se levantó y con amabilidad convincente dijo:

– Déjenme pedir dos cajas de cerveza, como expresión de mi cariño y amistad hermanoshay, hermanos jaujinos

– No, aquí tu plata no vale nada; chupa nomás, wanka machca putu ('huanca que come máchica')

– Mozo, tráeme… uno… dos… tres… cuatro cajas de cerveza y vamos a tomar al estilo huanca: "seco como la panca" (beberlo totalmente) y "pico a pico" (beber de la botella); yo, carajo, "soy huancaíno por algo" (también expresión célebre del huancaíno).

De pronto Zenobio empezó a tararear y nació el huayno que se convertiría en un símbolo musical para la ciudad de Huancayo y el wanka.
La canción se inicia en Quechua huanca:

Wawqishay, qamtam limaapaq.
 
Mana malkaykitachu malkaami nii.
 
Ni takiykitachu takiimi nii.
 
Mayćhu kayćhuupis wanka walashmi kaa.
¡Hermano!, a ti te hablo:

Ni tu pueblo es mi pueblo.
 
Ni tu canto es mi canto.
 
Aquí y dondequiera, un joven wanka soy.